# Rittersturz-Denkmal

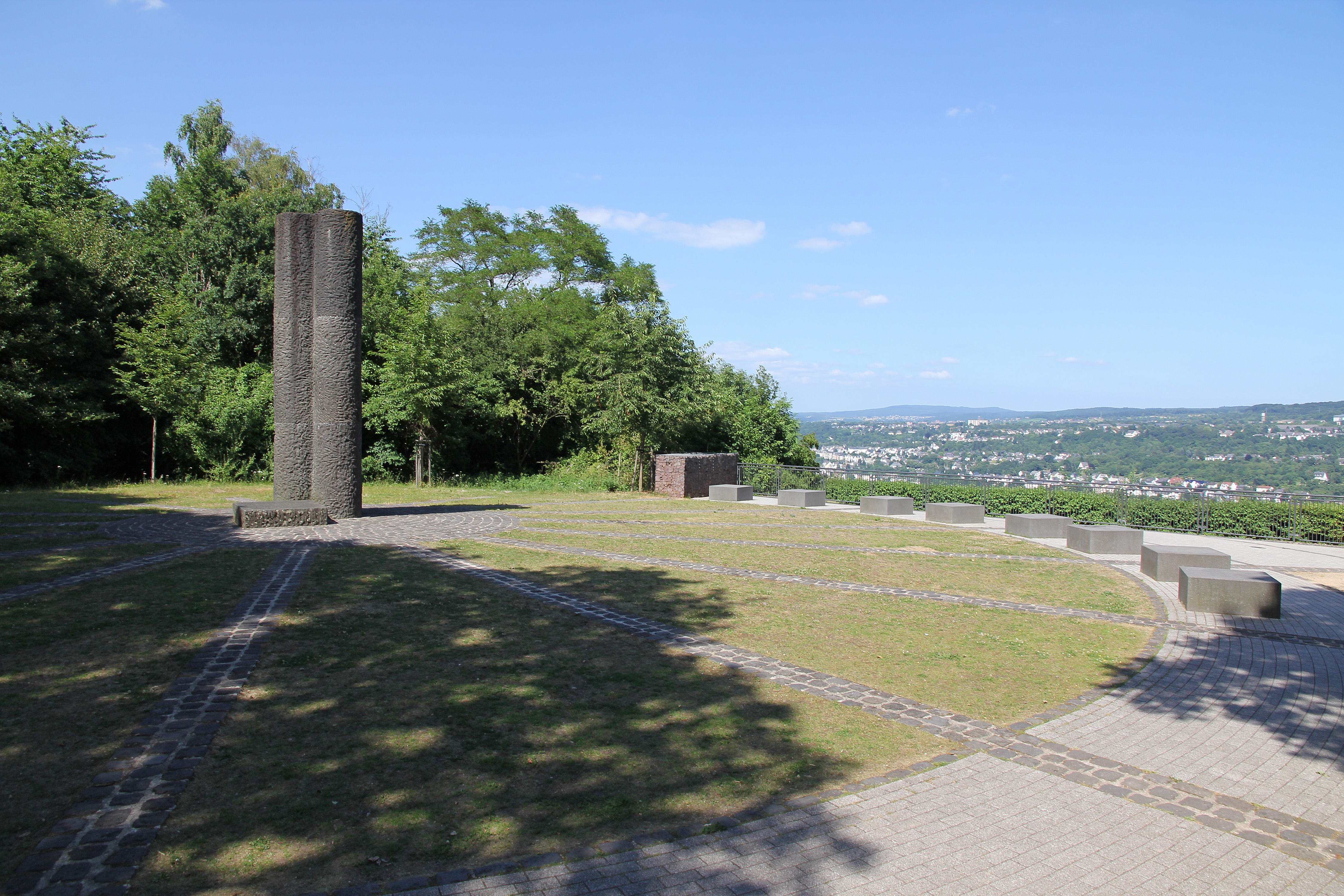
Der Aussichtspunkt Rittersturz mit dem Denkmal

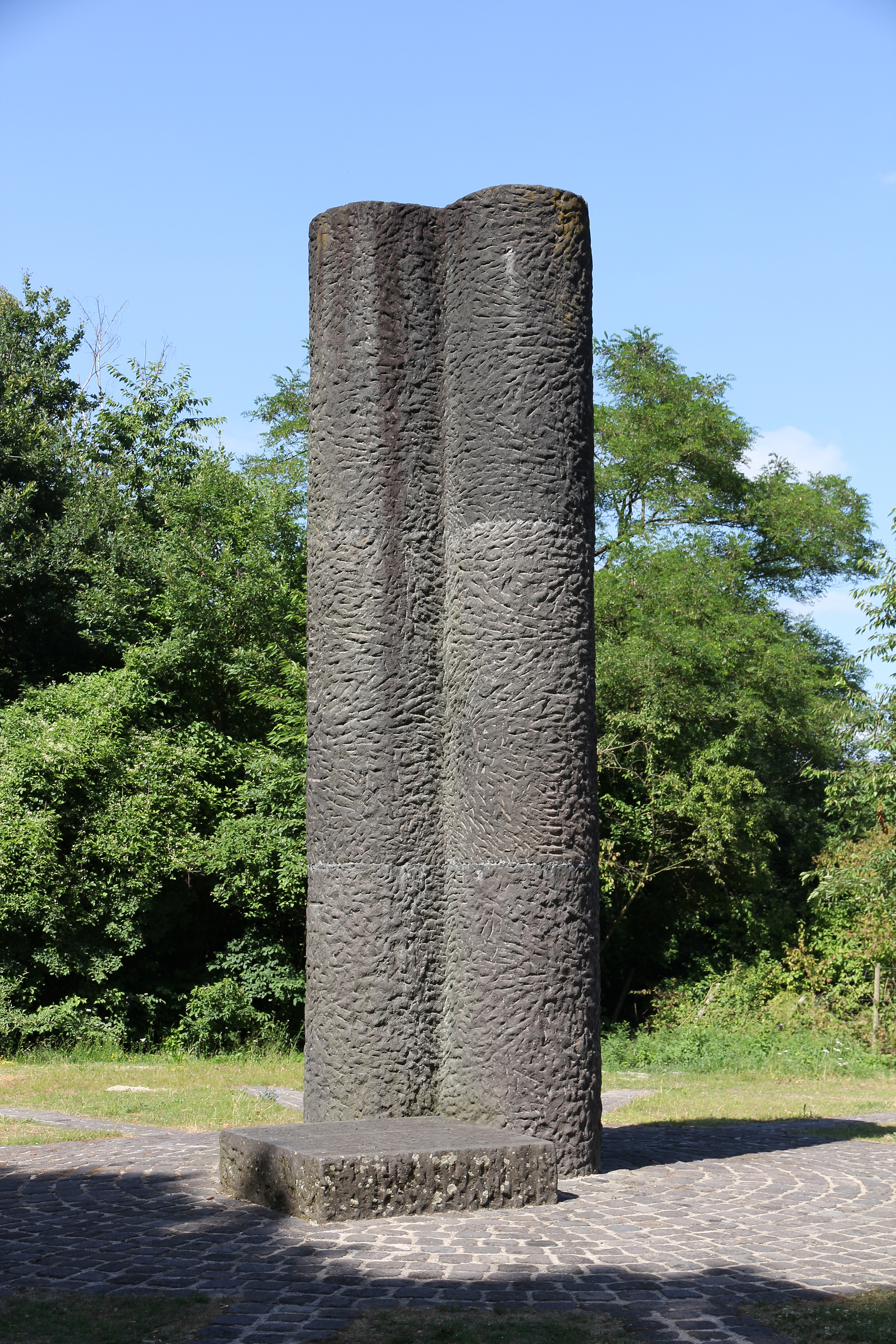
Denkmal an die Rittersturz-Konferenz am Aussichtspunkt Rittersturz

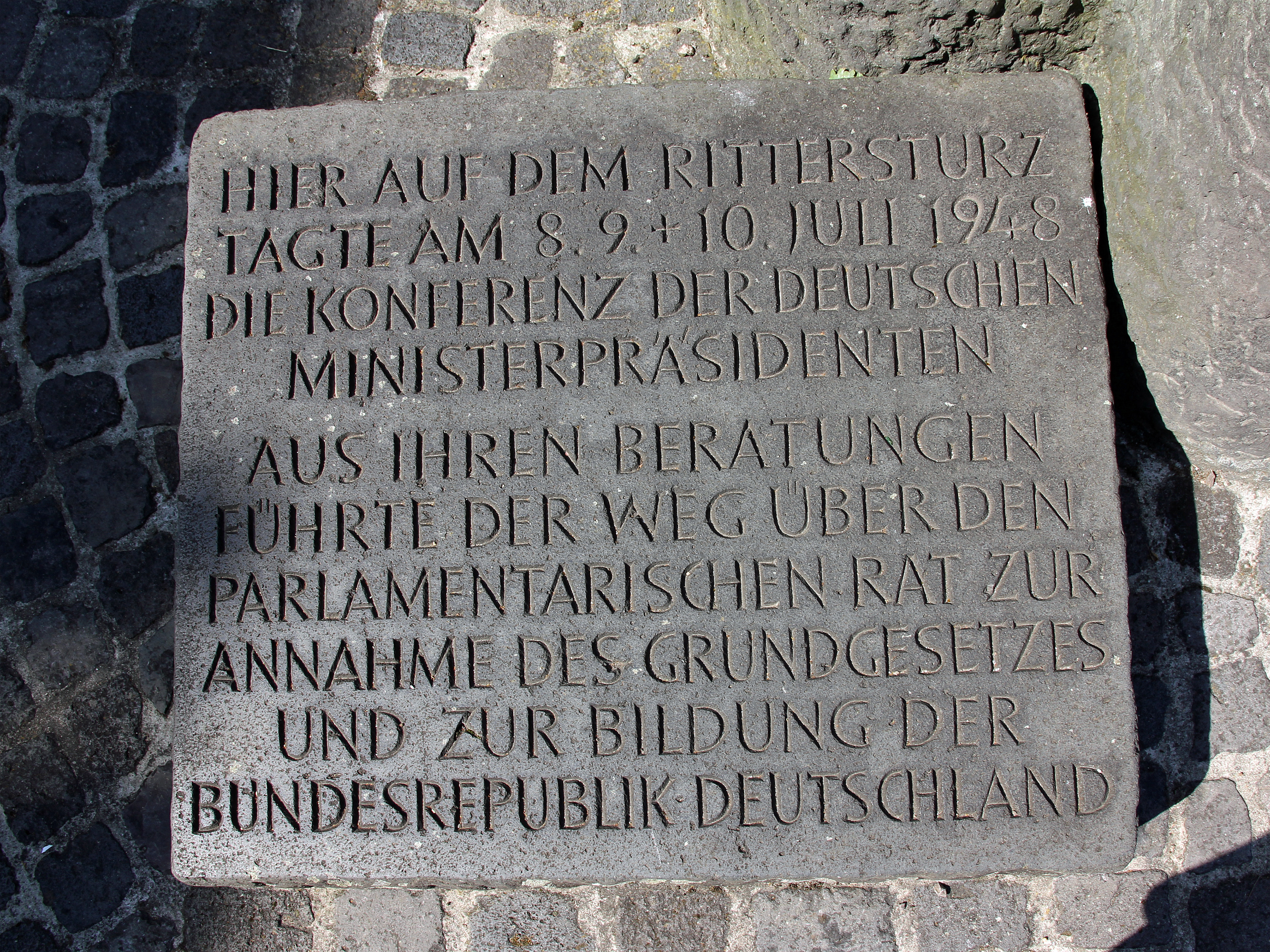
Der Gedenkstein vor der Säule

Das Rittersturz-Denkmal in Koblenz ist ein Denkmal, das an die  Rittersturz-Konferenz erinnert, die dort 1948 stattfand. Es befindet sich auf dem Rittersturz im Stadtwald.

## Geschichte
Vom 8. bis 10. Juli 1948 war das Berghotel auf dem Rittersturz in Koblenz Schauplatz der gleichnamigen Konferenz. Die hier getroffenen Koblenzer Beschlüsse waren eine grundsätzliche Entscheidung für den Zusammenschluss der drei westlichen Besatzungszonen zur Bundesrepublik Deutschland und damit für die einstweilige Trennung von der Sowjetzone. Das Berghotel musste im Oktober 1972 aus Sicherheitsgründen wegen Felssturzgefahr abgerissen werden. Eine an dem Hotel angebrachte Gedenktafel aus Bronze zur Erinnerung an die Rittersturz-Konferenz befindet sich heute im Foyer des Landeshauptarchivs Koblenz.
Auf der Freifläche entstand 1978, einige Jahre nach dem Abriss des Hotels, auf Betreiben einer Bürgerinitiative eine Gedenkstätte. Bei einem landesweiten Wettbewerb setzte sich der Entwurf des Koblenzer Bildhauers Rudi Scheuermann durch. In Erinnerung an die historische Konferenz wurde am 8. Juli 1978 das Rittersturz-Denkmal eingeweiht. Zum 60. Jahrestag der Rittersturz-Konferenz im Juli 2008 wurde die Gedenkstätte umfassend restauriert und die Grünfläche rund um die Basaltsäule neu gestaltet.

## Bau
Das Rittersturz-Denkmal ist eine sechs Meter hohe dreigliedrige Stele aus Basalt, die in ihrer Dreibündelung die Säulen des demokratischen Staatswesens darstellt: Legislative, Exekutive und Judikative. Nach anderer Meinung symbolisiert sie die drei Besatzungszonen. Ihre Neigung nach Osten verweist auf die fehlende vierte. Auf einem Stein vor der Basaltsäule steht geschrieben: „Hier auf dem Rittersturz tagte am 8., 9. + 10. Juli 1948 die Konferenz der deutschen Ministerpräsidenten. Aus ihren Beratungen führte der Weg über den Parlamentarischen Rat zur Annahme des Grundgesetzes und zur Bildung der Bundesrepublik Deutschland.“